# Silvio Rojas Ortiz
Silvio Antonio Rojas Ortiz (Santiago, Chile, 21 de septiembre de 1977) es un exfutbolista chileno. Jugaba de mediocampista, y militó en diversos clubes de Chile y México.
Es hijo de Luis Rojas Álvarez, exfutbolista chileno de destacada carrera en la década de los '70 y '80, y hermano de Luis Rojas, exfutbolista que formó parte del plantel de la selección chilena sub-17 que participó en el Mundial Sub-17 de 2019.

## Trayectoria
Producto de las divisiones inferiores de Universidad Católica, se mantuvo en el conjunto cruzado hasta 1997, cuando fue contratado por Magallanes de la Primera B. Para la temporada siguiente, fue jugador del Querétaro FC de México.
De regreso en Chile, jugó para San Luis y Ñublense en 1999 y 2000, respectivamente. En el conjunto chillanejo, coincidió con sus compañeros en la sub-17 de 1993 Nelson Garrido y Carlos Torres. Luego del descenso de Ñublense a Tercera División en 2000, además de sueldos impagos, trató de buscar un nuevo equipo, pero finalmente se retiró debiendo a que perdió el interés por el fútbol.
Luego del retiro, estudió en el INAF, para después insertarse en los negocios de su padre.

## Selección nacional
Su máximo logro fue alcanzar, con 15 años,  el Tercer lugar mundial con la selección de fútbol sub-17 de Chile en la Copa Mundial de Fútbol Sub-17 de Japón en 1993.

### Participaciones en Copas del Mundo
| Mundial                        | Sede  | Resultado    | PJ | G |
| ------------------------------ | ----- | ------------ | -- | - |
| Mundial Juvenil Sub-17 de 1993 | Japón | Tercer lugar | 0  | 0 |

## Clubes
| Club                 | País   | Año       |
| -------------------- | ------ | --------- |
| Universidad Católica | Chile  | 1995-1997 |
| Magallanes           | Chile  | 1997      |
| Querétaro FC         | México | 1998      |
| San Luis             | Chile  | 1999      |
| Ñublense             | Chile  | 2000      |